# カッタクルガン

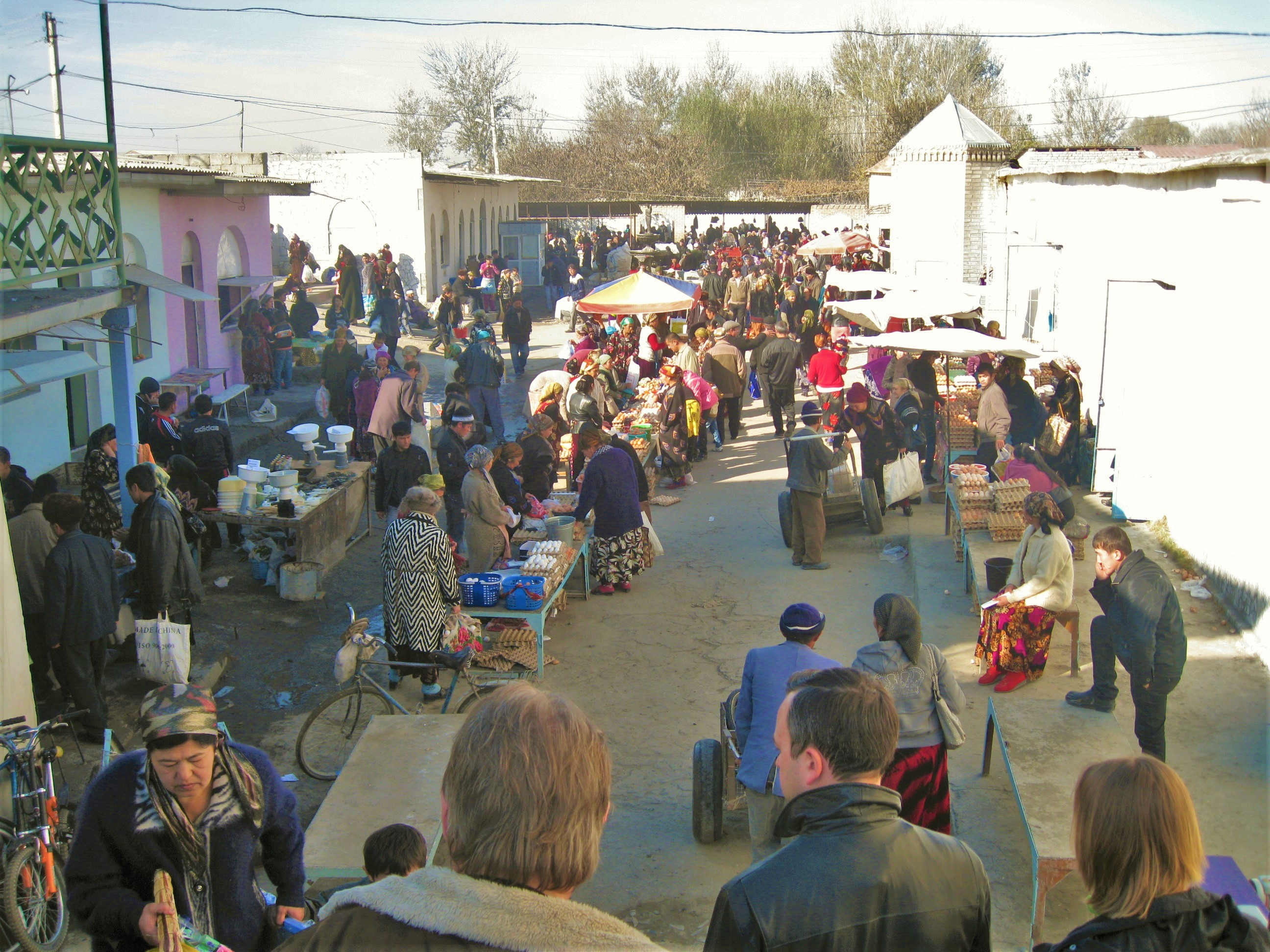
市内のバザール

カッタクルガン (ウズベク語: Kattaqo‘rg‘on / Каттақўрғон / کته قورغان、ロシア語: Каттакурган) はウズベキスタン・サマルカンド州の都市である。ブハラとサマルカンド間の鉄道の沿線にある。カッタコルガンと表記されることもある。サマルカンド国際空港から北西に66km、ナヴァーイー国際空港から南東に95.2kmの位置にある。2012年現在の人口は約10万人。ラテン文字表記はKatta-kurgan。

## 概要
都市名はテュルク語で「大きな墓」を意味する。古代の記録にはカッタクルガンの名前は出てこないものの、アレクサンドロス3世のマラカンダ (サマルカンド) 遠征後はザラフシャン渓谷周辺の文化的な中心地は西のカッタクルガンへと移動する。F.F. Pospelovによると、ヒジュラ暦1095年 (グレゴリオ暦1684年) に地元の有力者であったスフィー・アッラーフヤール (Sufi Allahyar) とその兄弟であるファルハト・アタリク (Farhat-Atalyk)、アッラーフ・ナザル・ビー (Allah-Nazar-bii) によりこの地に要塞が建設され、要塞の周辺に都市が出来上がった。この都市はブハラ・ハン国のマンギト部族が支配する「ベク」 (Bek、地方政府) であった。1868年、サマルカンドがロシア帝国の支配下に入り、ザラフシャン管区が設立される。この際、カッタクルガンはトルキスタン総督府とマンギト朝ブハラ・ハン国の国境となり、ザラフシャン管区の中心的な都市となる。1924年、トルキスタン総督府の後を継いだトルキスタン自治ソビエト社会主義共和国とマンギト朝の後を継いだブハラ人民ソビエト共和国はソビエト連邦により解体されてウズベク・ソビエト社会主義共和国が成立、カッタクルガンはウズベク・ソビエト社会主義共和国の支配下に入る。以降、ソビエト連邦が崩壊しウズベキスタン共和国が成立して現在に到る。現在ではサマルカンド州においてサマルカンドに次ぐ第二の都市である。カッタクルガンはウズベク人が多数を占める。ウズベキスタン独立直後はロシア人が多く居住していたものの、現在ではその数は減少している。

## 文化施設
- Ochildimurod Miriy
- Sufi Allahyar

## 教育施設
- カッタクルガン市第12学校[4]

## 交通
ウズベキスタン鉄道のカッタクルガン駅がある。